# Gerdau
Gerdau je brazilský výrobce oceli, který sídlí ve městě Porto Alegre ve státě Rio Grande do Sul. Firma byla založena 16. ledna 1901, kdy německý přistěhovalec João Gerdau odkoupil místní továrnu na hřebíky Pontas de Paris. V roce 1980 Gerdau poprvé expandovalo mimo brazilské území, když zakoupilo uruguayský podnik Laisa. V čele firmy stojí pravnuk zakladatele Jorge Gerdau Johannpeter. Gerdau je veřejnou obchodní společností s více než 140 000 akcionáři, jejíž akcie jsou obchodovány na burzách v São Paulu, New Yorku a Madridu. Celková aktiva v roce 2021 dosahovala 73 miliard realů. Společnost má 377 poboček v deseti státech (Brazílie, Argentina, Uruguay, USA, Kanada, Mexiko, Peru, Kolumbie, Venezuela a Dominikánská republika) a pracuje pro ni přibližně 45 000 zaměstnanců.
Gerdau dodává ocelové tyče, dráty a profilovou ocel, její výrobky se uplatňují ve stavebnictví, energetice, při výrobě automobilů i zemědělských strojů. Je největším výrobcem speciální a dlouhé oceli na americkém kontinentu a patří mezi třicet největších ocelářských podniků na světě. Kapacita všech závodů dosahuje 25 milionů tun oceli. Více než 70 % produkce pochází ze zpracování kovového šrotu, firma je tak největším recyklátorem v Latinské Americe. Železná ruda pro její produkci pochází z dolů v Ouro Preto a Itabiritu. Gerdau využívá vlastní přístavní terminál Porto de Praia Mole ve státě Espírito Santo s provozní kapacitou více než devět milionů tun. Od roku 1963 společnost financuje svoji dobročinnou nadaci. 